# Belur (Tamil Nadu)
Belur es una ciudad y nagar Panchayat situada en el distrito de Salem en el estado de Tamil Nadu (India). Su población es de 8736habitantes (2011). Se encuentra a 75 km de Salem.

## Demografía
Según el censo de 2011 la población de Belur era de 8736 habitantes, de los cuales 4367 eran hombres y 4369 eran mujeres. Belur tiene una tasa media de alfabetización del 78,84%, inferior a la media estatal del 80,09%: la alfabetización masculina es del 85,50%, y la alfabetización femenina del 72,15%.